# 福王昭仁
福王 昭仁（ふくおう あきひと、1964年1月10日 - ）は、東京都町田市出身の元プロ野球選手（内野手）・コーチ。

## 経歴

### プロ入り前
日大三高では「三高野球部史上最高の遊撃手」と評価され、2年次の1980年からレギュラーの座を勝ちとる。同年の春季関東大会では準決勝に進むが、愛甲猛らのいた横浜高に敗退。夏の甲子園西東京大会は準々決勝で國學院久我山高に惜敗。同年の秋季東京大会は準々決勝に進むが、早稲田実の荒木大輔に完封を喫し、甲子園には出場できなかった。もの静かで温厚な性格、責任感は人一倍強く3年次の1981年には主将を任される。高校卒業後は1982年に明治大学へ進学し、東京六大学野球リーグでは在学中に2度の優勝を経験。1年上のエース竹田光訓を擁し、同じく1年上の広澤克実とクリーンナップを組み、3年次の1984年秋季リーグの優勝に貢献。主将となった4年次の1985年秋季リーグでは打率.474を記録、首位打者を獲得するなど活躍した。リーグ通算61試合出場、173打数53安打、打率.306、6本塁打、16打点。ベストナイン（二塁手）2回。同年のドラフト5位で読売ジャイアンツに入団。

### プロ入り後
1987年に一軍に昇格し、入団当時の監督が王貞治監督であったため「王に福を与える男」として注目され、西武との日本シリーズにも第5戦に代打として出場。その当時のスポーツ新聞の見出しで王の下で活躍している福王の他、呂明賜、勝呂博憲らの選手を採り上げ「王に福王、呂に勝呂」という語呂合わせを載せていた。
1988年から内外野の守備固めや代走として起用され一軍に定着し、主に二塁手であったが、岡崎郁や川相昌弘といった内野陣が不調の時には先発で三塁手や遊撃手として起用されたこともあった。9月29日の阪神戦（東京ドーム）でマット・キーオから初本塁打を放つが、この試合は王の辞任が発表された日であった。その後は主に吉村禎章に次ぐ貴重な左の代打や二塁手の守備固めとして働いた。
1996年には主に二塁手として13試合に先発出場し、キャリアハイの打率.333を記録する活躍で2年ぶりのリーグ優勝に貢献。同年は5月10日の阪神戦（甲子園）の9回表二死に川尻哲郎から同点となる代打本塁打を放つもその裏にサヨナラ負け、7月28日の阪神戦（甲子園）では引き分け目前の延長15回表に竹内昌也から勝ち越し代打本塁打を放つもその裏に逆転サヨナラ負けと、いずれも阪神戦で「福王が起死回生の本塁打を打つと負ける」というジンクスができつつあったが、8月29日の広島戦（広島市民）で延長10回に佐々岡真司から勝ち越し本塁打を放った後にチームが勝利を収めてジンクスの成立を防いだ。ベンチ裏では、「2度あることは3度ある」とかなり冷やかされたという。9月14日のヤクルト戦（東京D）では0対0の同点のまま試合が流れ、9回1死満塁の場面で代打として起用され、カウント2-3から四球を選びサヨナラ勝ちという珍しい記録を作った。同年はオリックスとの日本シリーズには全5戦に出場し、2戦に二塁手として先発するが、7打数無安打に終わった。
翌1997年には一軍出場数を自己更新はしたものの打撃不振に苦しみ、若手の台頭もあり出番は減り、1999年引退。実働13年で打率が2割台以上の年が3回しかなかったにもかかわらず、通算打率は2割台であった。

### 引退後
引退後は巨人で球団職員（2000年）→二軍内野守備コーチ（2001年）→二軍打撃コーチ（2002年 - 2005年）、二軍内野守備・走塁コーチ（2006年 - 2007年, 2013年 - 2014年, 2016年）、一軍内野守備・走塁コーチ（2008年）→フロント（2009年 - 2012年）、育成コーチ（2015年）、スカウト部主任東日本統括（2017年）、アカデミーコーチ（2019年 - 2020年）を歴任。一軍コーチ時代の2008年にはリーグ2連覇に貢献し、2010年にはフロントの傍ら、木村拓也一軍内野守備・走塁コーチが急逝したためチームに帯同してノッカーを臨時的に務めた。
2021年よりアマチュア資格を回復し、母校・明大コーチを務める。

## 詳細情報

### 年度別打撃成績
| 年 度      | 球 団      | 試 合 | 打 席 | 打 数 | 得 点 | 安 打 | 二 塁 打 | 三 塁 打 | 本 塁 打 | 塁 打 | 打 点 | 盗 塁 | 盗 塁 死 | 犠 打 | 犠 飛 | 四 球 | 敬 遠 | 死 球 | 三 振 | 併 殺 打 | 打 率 | 出 塁 率 | 長 打 率 | O P S |
| ---------- | ---------- | ----- | ----- | ----- | ----- | ----- | -------- | -------- | -------- | ----- | ----- | ----- | -------- | ----- | ----- | ----- | ----- | ----- | ----- | -------- | ----- | -------- | -------- | ----- |
| 1987       | 巨人       | 16    | 12    | 12    | 0     | 0     | 0        | 0        | 0        | 0     | 0     | 0     | 0        | 0     | 0     | 0     | 0     | 0     | 2     | 0        | .000  | .000     | .000     | .000  |
| 1988       | 巨人       | 34    | 57    | 52    | 2     | 9     | 1        | 0        | 1        | 13    | 5     | 0     | 0        | 2     | 0     | 2     | 0     | 1     | 7     | 1        | .173  | .218     | .250     | .468  |
| 1989       | 巨人       | 35    | 56    | 51    | 5     | 10    | 2        | 0        | 0        | 12    | 4     | 0     | 0        | 0     | 0     | 5     | 0     | 0     | 6     | 2        | .196  | .268     | .235     | .503  |
| 1990       | 巨人       | 32    | 55    | 47    | 3     | 10    | 1        | 0        | 0        | 11    | 0     | 0     | 0        | 1     | 0     | 7     | 0     | 0     | 8     | 2        | .213  | .315     | .234     | .549  |
| 1991       | 巨人       | 44    | 50    | 48    | 2     | 9     | 3        | 0        | 0        | 12    | 5     | 0     | 0        | 0     | 0     | 2     | 0     | 0     | 11    | 2        | .188  | .220     | .250     | .470  |
| 1992       | 巨人       | 30    | 46    | 43    | 1     | 8     | 5        | 0        | 0        | 13    | 1     | 0     | 0        | 1     | 0     | 2     | 0     | 0     | 6     | 1        | .186  | .222     | .302     | .525  |
| 1993       | 巨人       | 50    | 66    | 57    | 7     | 11    | 3        | 0        | 1        | 17    | 3     | 0     | 0        | 0     | 0     | 8     | 0     | 1     | 3     | 0        | .193  | .303     | .298     | .601  |
| 1994       | 巨人       | 32    | 34    | 33    | 5     | 8     | 0        | 2        | 1        | 15    | 3     | 0     | 0        | 1     | 0     | 0     | 0     | 0     | 6     | 0        | .242  | .242     | .455     | .697  |
| 1995       | 巨人       | 62    | 82    | 71    | 3     | 13    | 1        | 1        | 0        | 16    | 5     | 1     | 0        | 5     | 1     | 5     | 1     | 0     | 5     | 0        | .183  | .234     | .225     | .459  |
| 1996       | 巨人       | 56    | 92    | 75    | 11    | 25    | 4        | 0        | 3        | 38    | 13    | 0     | 0        | 2     | 1     | 12    | 2     | 2     | 13    | 0        | .333  | .433     | .507     | .940  |
| 1997       | 巨人       | 67    | 76    | 68    | 7     | 12    | 0        | 0        | 3        | 21    | 3     | 0     | 0        | 1     | 0     | 7     | 0     | 0     | 20    | 0        | .176  | .253     | .309     | .562  |
| 1998       | 巨人       | 32    | 36    | 29    | 3     | 5     | 3        | 0        | 0        | 8     | 2     | 0     | 0        | 0     | 0     | 6     | 0     | 1     | 9     | 0        | .172  | .333     | .276     | .609  |
| 1999       | 巨人       | 10    | 10    | 10    | 0     | 0     | 0        | 0        | 0        | 0     | 1     | 0     | 0        | 0     | 0     | 0     | 0     | 0     | 3     | 0        | .000  | .000     | .000     | .000  |
| 通算：13年 | 通算：13年 | 500   | 672   | 596   | 49    | 120   | 23       | 3        | 9        | 176   | 45    | 1     | 0        | 13    | 2     | 56    | 3     | 5     | 99    | 8        | .201  | .275     | .295     | .570  |

### 記録
- 初出場：1987年4月12日、対中日ドラゴンズ3回戦（後楽園球場）、7回裏に鴻野淳基の代打で出場、小松辰雄の前に凡退
- 初安打：1988年6月7日、対ヤクルトスワローズ7回戦（郡山開成山球場）、中本茂樹から単打
- 初先発出場：1988年8月4日、対阪神タイガース18回戦（阪神甲子園球場）、7番・左翼手で先発出場
- 初本塁打：1988年9月29日、対阪神タイガース26回戦（東京ドーム）、マット・キーオから

### 背番号
- 27 （1986年 - 1999年）
- 79 （2001年 - 2008年）
- 70 （2013年 - 2016年）